# Фулдс, Генри
Генри Фулдс (в некоторых источниках — Генрих Фолдс, англ. Henry Faulds; 1 июня 1843 — 24 марта 1930)— шотландский врач и учёный, внёс вклад в развитие дактилоскопии.

## Ранние годы
Фулдс родился в городе Бейте, Шотландия в пресвитерианской семье. В 13 лет вынужден был оставить школу, чтобы помогать семье материально, и перебрался в Глазго, где стал работать. В 21 год начал брать уроки по математике, логике, латыни, греческому языку и богословию в университете Глазго. Спустя 4 года, когда ему было 25, Фулдс решил, что его призвание медицина и поступил в университет Стратклайда (в то время Андерсоновский университет), по окончании которого получил лицензию врача и стал медицинским миссионером Церкви Шотландии.
В июле 1873 года Фулдс получает предложение от Объединенной Пресвитерианской Церкви Шотландии возглавить миссию в Японии. В сентябре этого же года он женится на Изабелле Уилсон (англ. Isabella Wilson). Молодожёны переезжают в Японию.

## Жизнь в Японии
В 1875 году Фулдс основывает больницу в районе Цукидзи, Токио. Помимо работы в больнице Дзукийи он читает лекции студентам-медикам, преподаёт физиологию, дарвинизм и принципы антисептики для японских хирургов. Также проводит консультации с властями по профилактике брюшного тифа, холеры, бешенства. Он стал первым иностранным врачом, которому было позволено проводить вскрытия. Фулдс помог основать первое общество слепых в Японии — Ракузенкай (Rakuzenkai), впоследствии и школу для слепых.
В 1880 году послал письмо («On the Skin-furrows of the Hand»), в Лондон в журнал «Природа», где пишет: «Я рассматривал в 1879 году несколько найденных в Японии черепков сосудов и обратил внимание на некоторые отпечатки пальцев, которые возникли, видимо, когда глина была ещё мягкой. Сравнение этих отпечатков с вновь сделанными побудило меня заняться это проблемой».
Действительно, с 1879 по 1880 год Фулдс собрал многочисленную коллекцию отпечатков пальцев и изучал их папиллярные линии. Был случай, когда возле дома Фулдса через побеленный забор перелез вор. Фулдсу сказали, что на заборе остались хорошо видимые следы пальцев рук, измазанных сажей (убегая, вор споткнулся об остывшую жаровню). Скоро стало известно, что вор задержан. Фулдс попросил у японской полиции снять отпечатки пальцев рук арестованного. Сравнив их с отпечатками на заборе, он установил, что они различны. Он сделал вывод, что задержан другой человек. И оказался прав. Через несколько дней задержали настоящего вора. Фулдс и на этот раз взял отпечатки пальцев. Они точно соответствовали отпечаткам на заборе. Это был типичный пример криминалистической дактилоскопической идентификации.
Этот случай подтолкнул на мысль: не следует ли на месте каждого преступления искать отпечатки пальцев преступника? Что, если таким образом можно будет уличать воров и убийц? Фулдс установил также, что отпечаток пальца можно оставить и неокрашенной рукой, так как потовые железы на кончиках пальцев имеют жировые выделения, которые на многих поверхностях делают отпечаток таким же чётким, как сажа или краска. Именно ему принадлежит идея о роли отпечатков пальцев, оставляемых на месте преступления.

## Основные труды
- «On the Skin-furrows of the Hand» (1880),
- «Guide to Finger-print Identification» (1905),
- «Dactylography, or the Study of Finger-prints» (1912),
- «A Manual of Practical Dactylography» (1923).

## Использованная литература
- Эдмонд Локар. Руководство по криминалистике. — Москва: Юридическое издательство НКЮ СССР, 1941. — С. 544.
- Юрген Торвальд. Сто лет криминалистики. — Москва: Издательство «Прогресс», 1974. — С. 440.